# 亞洲運動會菲律賓代表團
菲律賓是亞洲奧林匹克理事會東南亞區的成員，自1951年亞運會創辦以來一直參加亞運會。菲律賓奧林匹克委員會成立於1911年，並於1929年得到國際奧林匹克委員會的承認，是菲律賓的國家奧林匹克委員會。
菲律賓是1949年2月13日在新德里成立的亞運會聯合會的首批五個創始成員國之一，該組織於1981年11月26日解散，並由亞洲奧林匹克理事會取代。